# Romanyà de la Selva
Romanyà de la Selva, antigament Biert, és una entitat de població del municipi de Santa Cristina d'Aro. Se situa al cor de la serralada de les Gavarres marítimes, a 325 m sobre el nivell del mar i a uns 6 km de Platja d'Aro, a la Costa Brava centre. L'entitat de població inclou, a més del nucli de Romanyà, els nuclis de Sant Miquel d'Aro i la Urbanització de Vall Repòs.

## Llocs d'interès
La zona tradicionalment adscrita a la parròquia de Romanyà de la Selva disposa d'un divers i ric patrimoni.

### El patrimoni natural
La població de Romanyà es troba inserida al bell mig del massís de les Gavarres marítimes, que és un espai natural protegit (PEIN) per la Generalitat de Catalunya. Dins l'àrea de l'entitat de població, s'hi poden trobar les fonts de Romanyà (Font del Prat, font Josepa, font de la Vall, font Sotera, font del Llop i font dels Castanyers), diverses rutes i senders, a més d'un sender de Gran Recorregut (GR-92), paratges naturals (les Mirandes –amb el seu mirador sobre la vall d'Aro–, les Valls, la Castanyeda d'en Cama, l'Hort de Can Cama, el puig l'Aldric, el puig dels Dòlmens, el puig del Roquet o el puig d'en Ponç). Igualment, hi ha exemplars de grans arbres, com el Pi gros d'en Cama (un Pinus pinea) o el Suro gran de l’Almeda (un Quercus suber), l’exemplar més gran de Catalunya.

### El patrimoni historicoarqueològic
En aquest cas, sobresurten dos elements: el nucli antic de Romanyà i els conjunts megalítics, habituals a la zona. Quant al nucli antic, consta de diverses masies i cases pairals, tot destacant la masia Can Güytó o Can Almeda, l'església de Sant Martí de Romanyà –datant la nau de planta de creu grega del segle x i el campanar del segle xi– i la rectoria vella. Cal sumar-hi la creu del terme de Romanyà, d'estil modernista, i situada a l'era de Can Güytó, així com la creu conmemorativa a Joaquim Almeda i Roig, situada davant la porta de l’església.
Can Cama, un edifici dels segles xviii i xix, destaca també per les seves dimensions i l'emplaçament al punt central i més elevat. Defensa aquesta casa una garita en un dels angles.
Quant als conjunts megalítics, Romanyà disposa d'un dels conjunts funeraris (dolmen) més ben conservats de la regió: la Cova d'en Daina, el Dolmen del Roquet, la Cista d'en Güytó, el Menhir de la Murtra i la Cista de la Carretera de Calonge.

### El patrimoni literari
Finalment, un altre patrimoni destacat és el literari, format pels espais de l'escriptora catalana Mercè Rodoreda, que visqué i escrigué a Romanyà, a més d'ésser-hi enterrada.

## Història
L'antiga parròquia de Romanyà de la Selva fou una de les quatre parts fundacionals del municipi actual de Santa Cristina d'Aro, en segregar-se el 1858 de Castell d'Aro. Documentada d'ençà el 1019, la població es dedicà principalment a l'explotació dels recursos forestals, al cultiu de secà i de regadiu –a més d'alguna vinya esporàdica– i, més secundàriament, a la ramaderia. Els masos principals d'aquesta economia fonamentalment rural foren el mas Salvador de Romanyà, el mas Terradas, el mas Güytó o el mas Cama (conegut com El Refugi).
Amb el desarrollismo de l'economia espanyola, un dels propietaris rurals emprengué la creació d'una urbanització adjacent al nucli antic de Romanyà a la fi del decenni de 1960. Aprofitava el gran desenvolupament de la indústria turística a la veïna Costa Brava centre i el creixement de la demanda de segones residències de vacances a la zona. Per bé que no s'ha acabat de desenvolupar plenament, la població de Romanyà viu actualment d'aquest model forjat al dit decenni de 1960, amb la creació d'alguns serveis turístics bàsics, tal com els de la restauració.

## Mercè Rodoreda i Romanyà
L'any 1972 l'escriptora Mercè Rodoreda s'instal·là en un dels nous xalets de la urbanització adjacent al nucli de Romanyà, després de retornar de l'exili. Aquest xalet, apellat aleshores El Senyal (avui El Senyal Vell), propietat de la seva amiga Carme Manrubia fou testimoni de l'acabament de la novel·la Mirall trencat (1974), del recull de Viatges i flors (1980) i de la redacció de Quanta, quanta guerra... (1980), la seva darrera novel·la publicada en vida. Estudioses de l'obra de Rodoreda com Mariàngela Vilallonga o Carme Arnau han assenyalat la importància dels espais de Romanyà a la literatura de la darrera etapa de l'escriptora. A més, hi ha una demostrada presència d'aquests espais dins les novel·les esmentades o els "Viatges a uns quants pobles" de Viatges i flors. Així, apareixen parts del jardí del xalet El Senyal Vell a Mirall trencat, atès que la redacció fou paral·lela a la concepció del jardí. Igualment, "Viatge al poble de la por" de Viatges i flors és un retrat quasi literal de la casa i el seu jardí. En aquesta línia, Quanta, quanta guerra... immortalitza la masia El Refugi i els boscos de Romanyà. L'estudiosa Vilallonga destaca així l'estreta relació que es palesa entre les obres de la darrera etapa de Rodoreda i el seu entorn més immediat de Romanyà, que converteixen la població en un espai literari en si.
Rodoreda morí l'any 1983 a Girona i fou enterrada al cementiri de Romanyà de la Selva, tal com ella havia desitjat. L'any 2014 el poble va retre homenatge a l'escriptora col·locant el bust que ella mateixa va encarregar a l'escultor Antoni Delgado abans de morir.

## Galeria

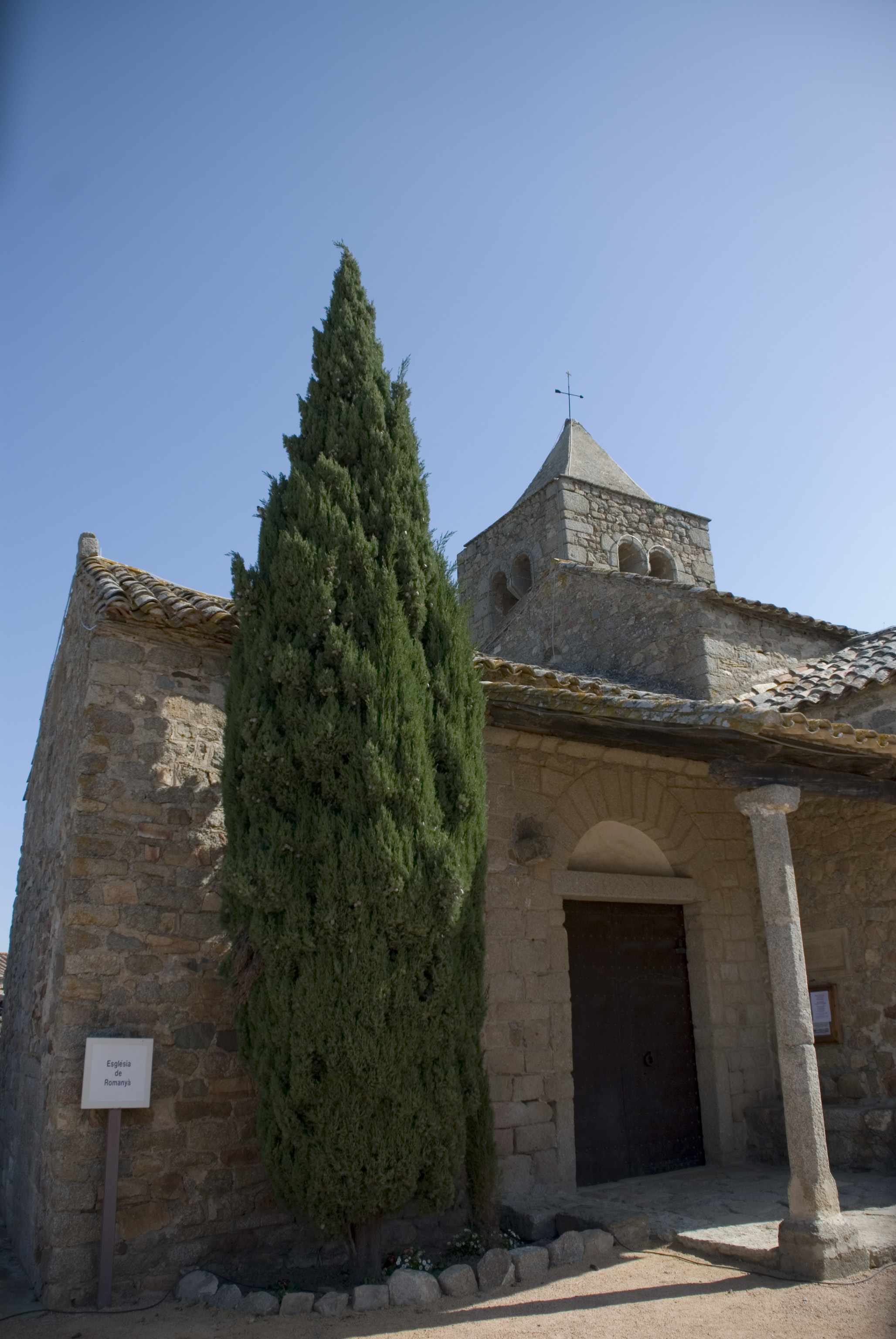
Església de Sant Martí de Romanyà
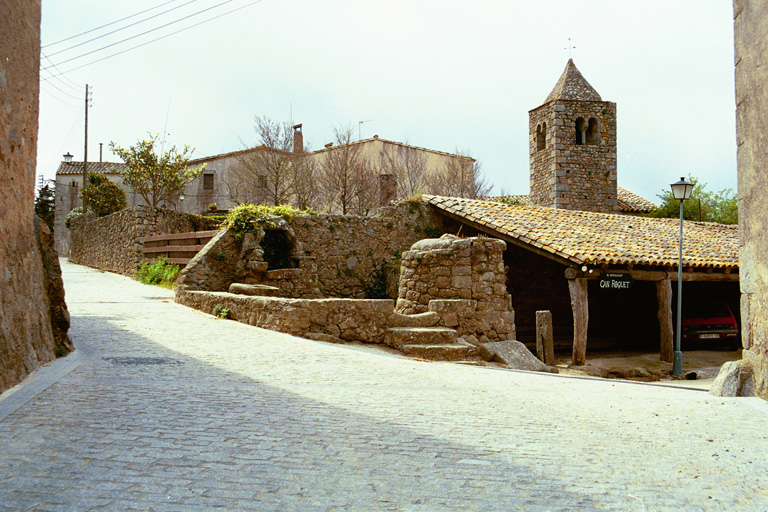
Vista general del nucli antic
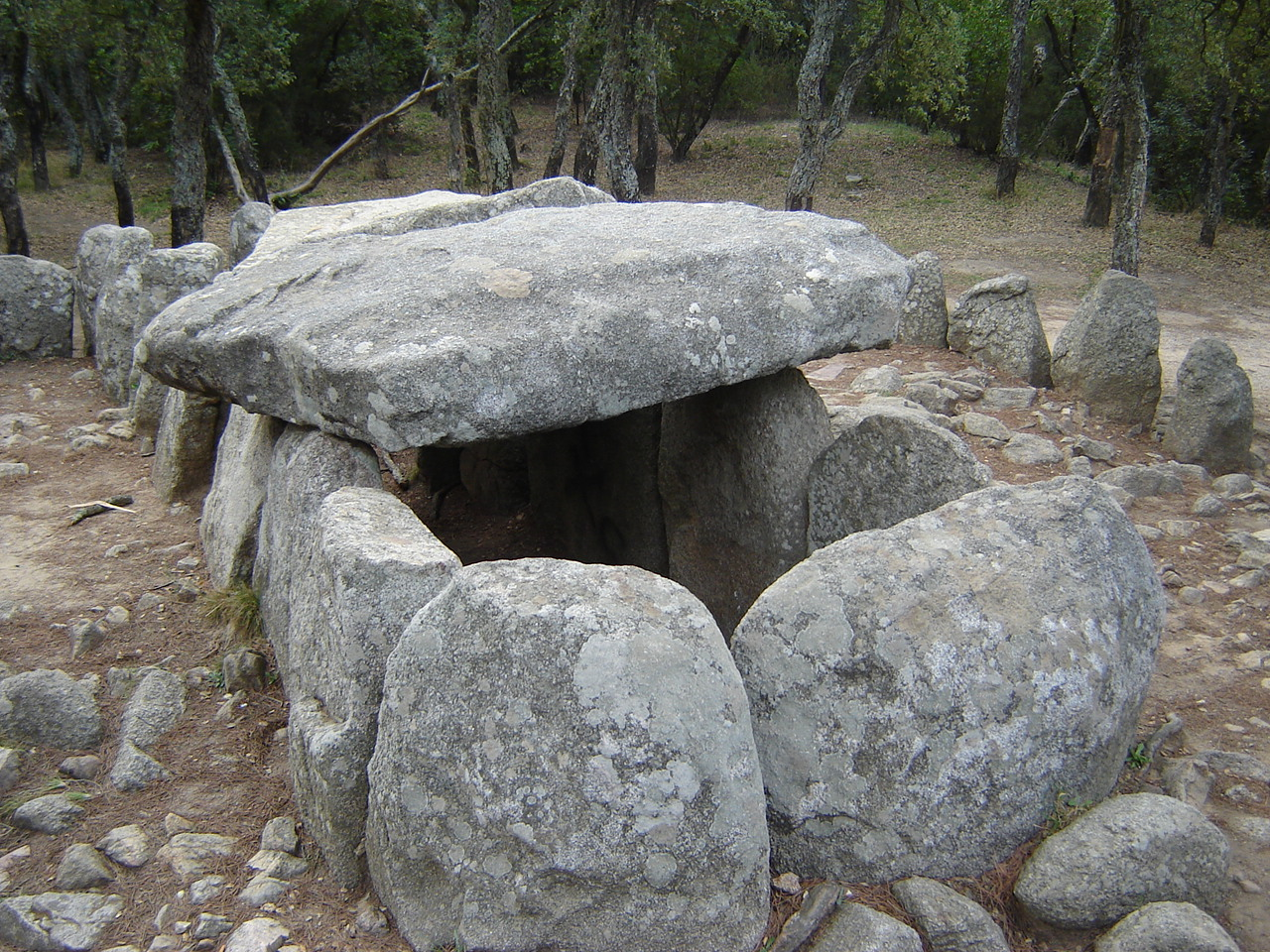
La Cova d'en Daina
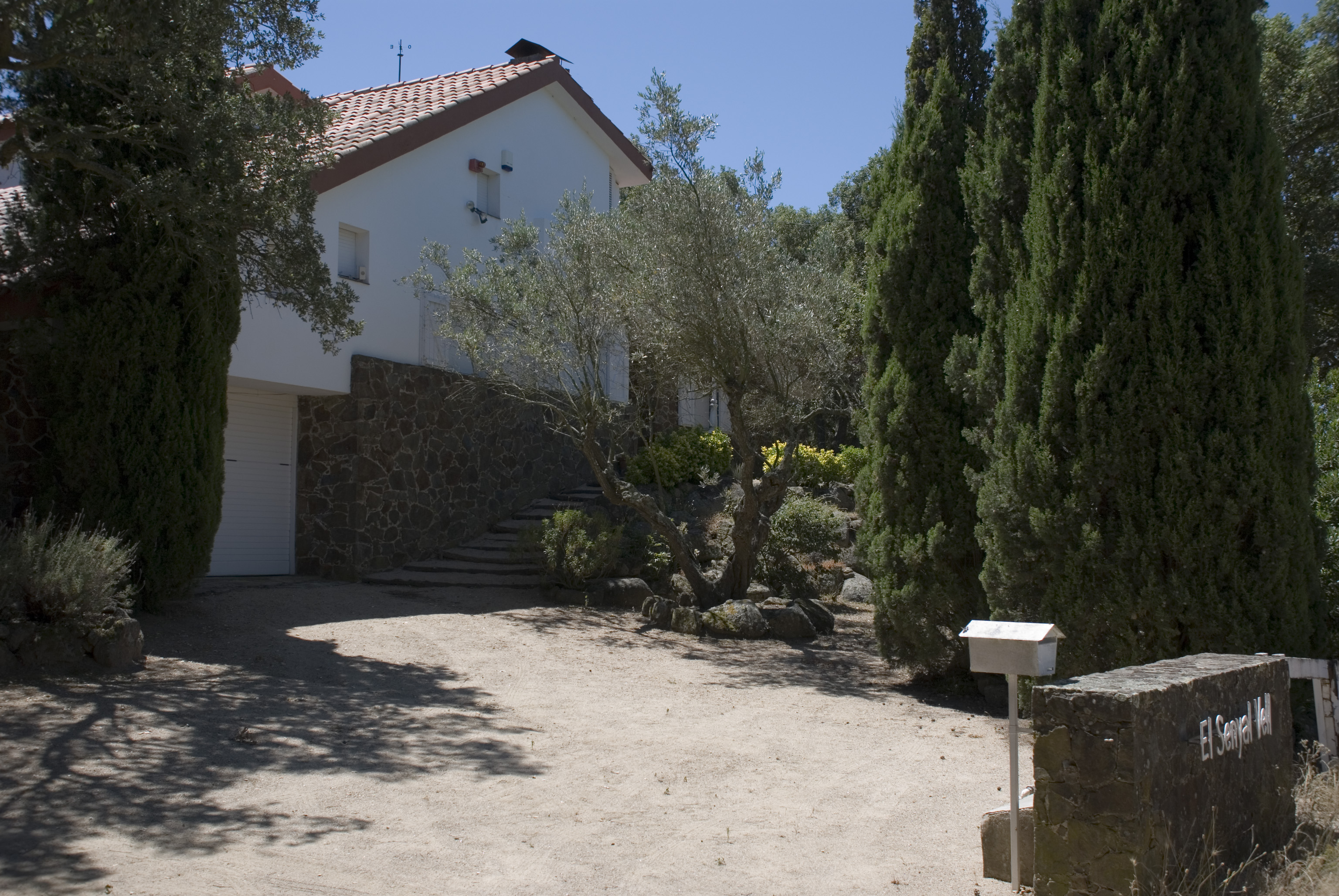
Xalet El Senyal Vell on Mercè Rodoreda visqué de 1972 a 1980
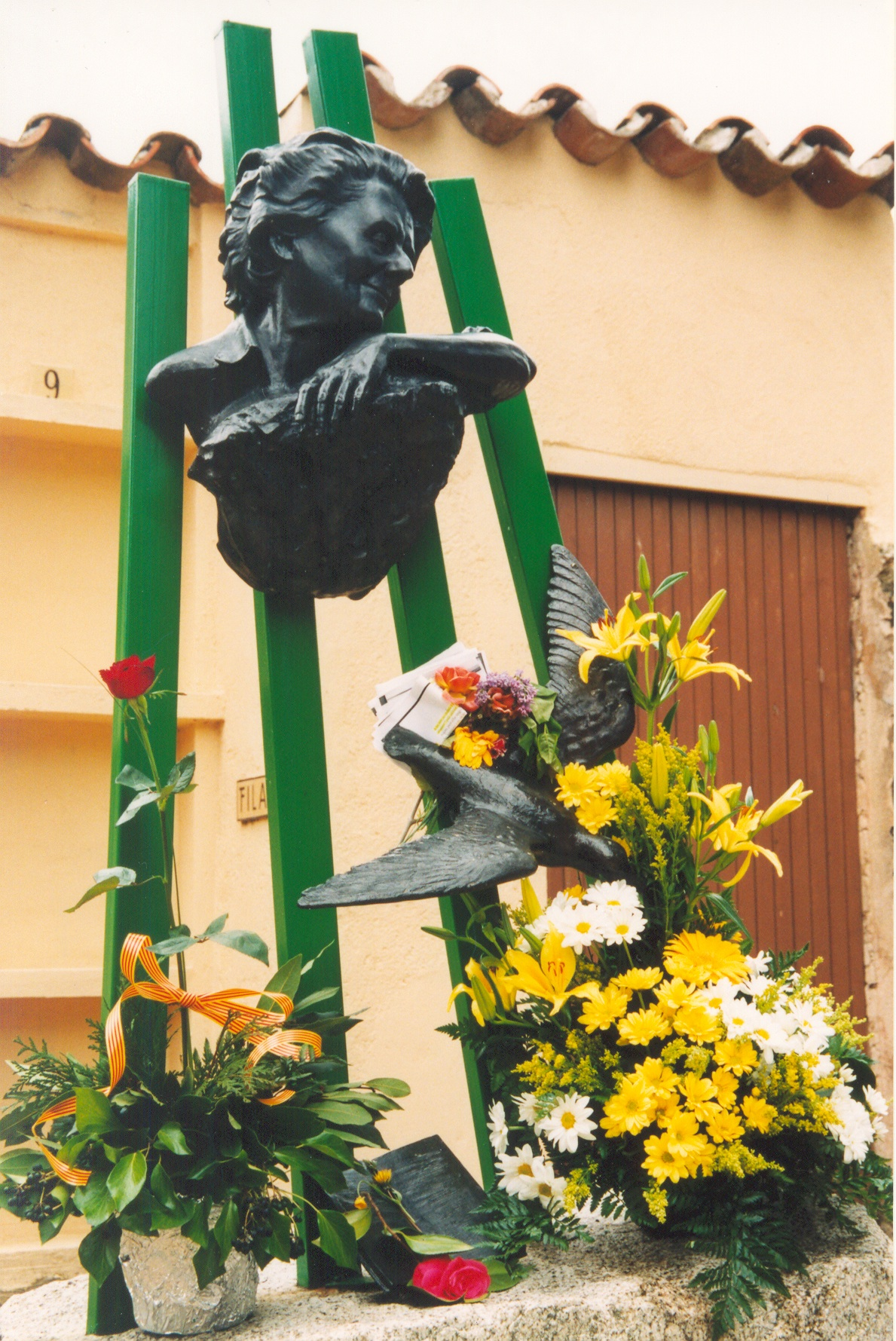
Tomba de Mercè Rodoreda al cementiri de Romanyà
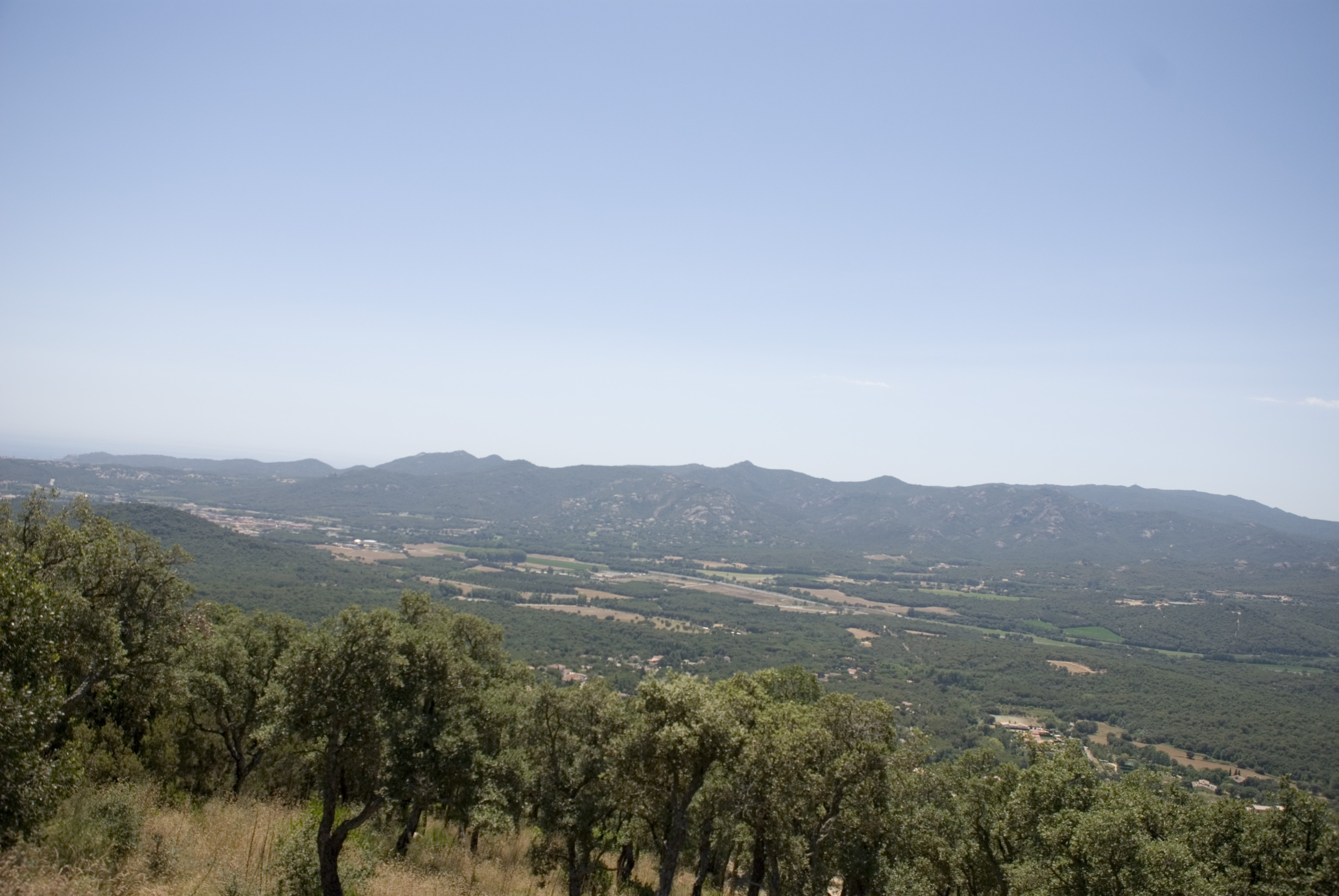
La vall d'Aro des de les Mirandes
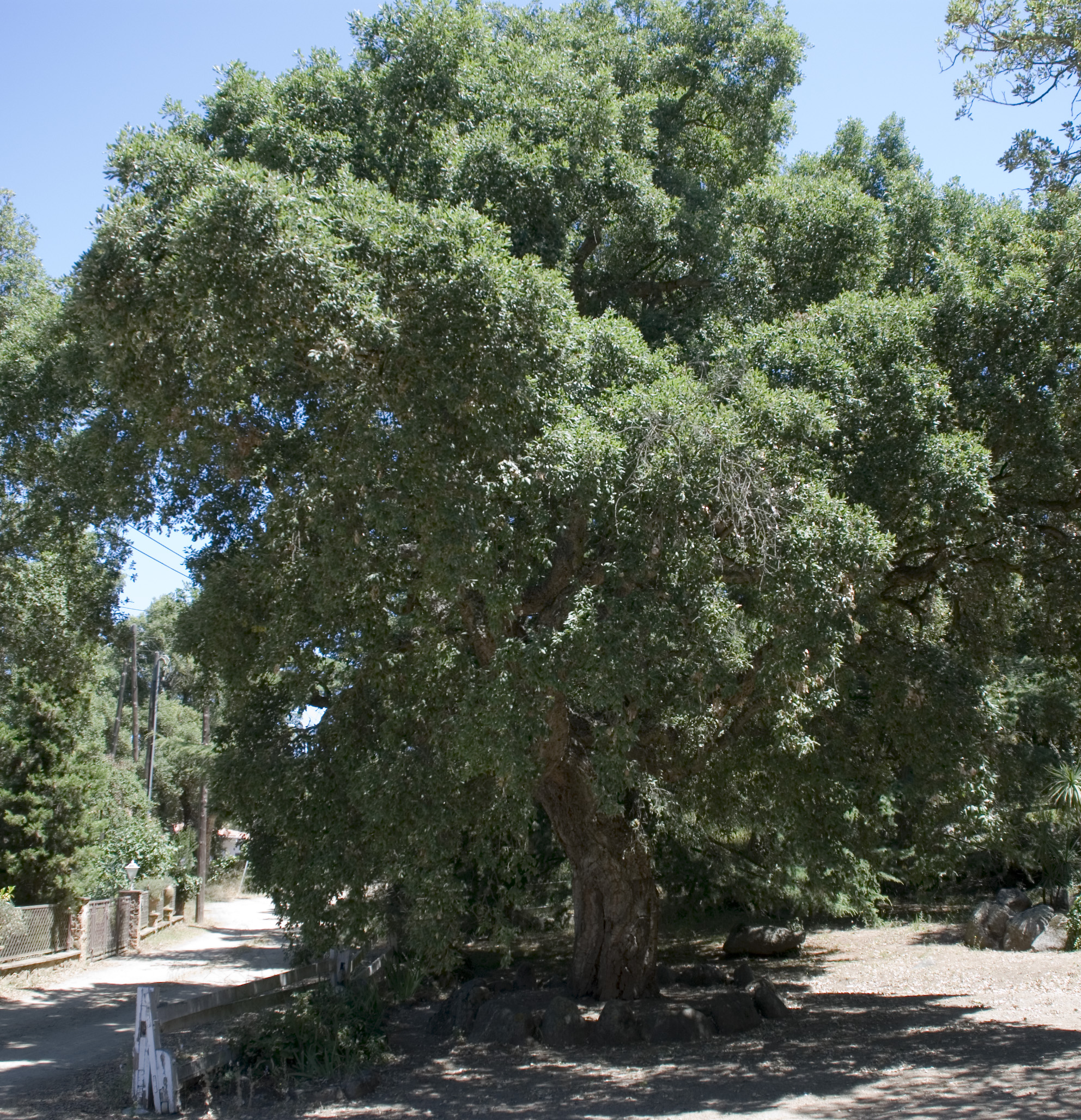
Suro gros del Senyal Vell
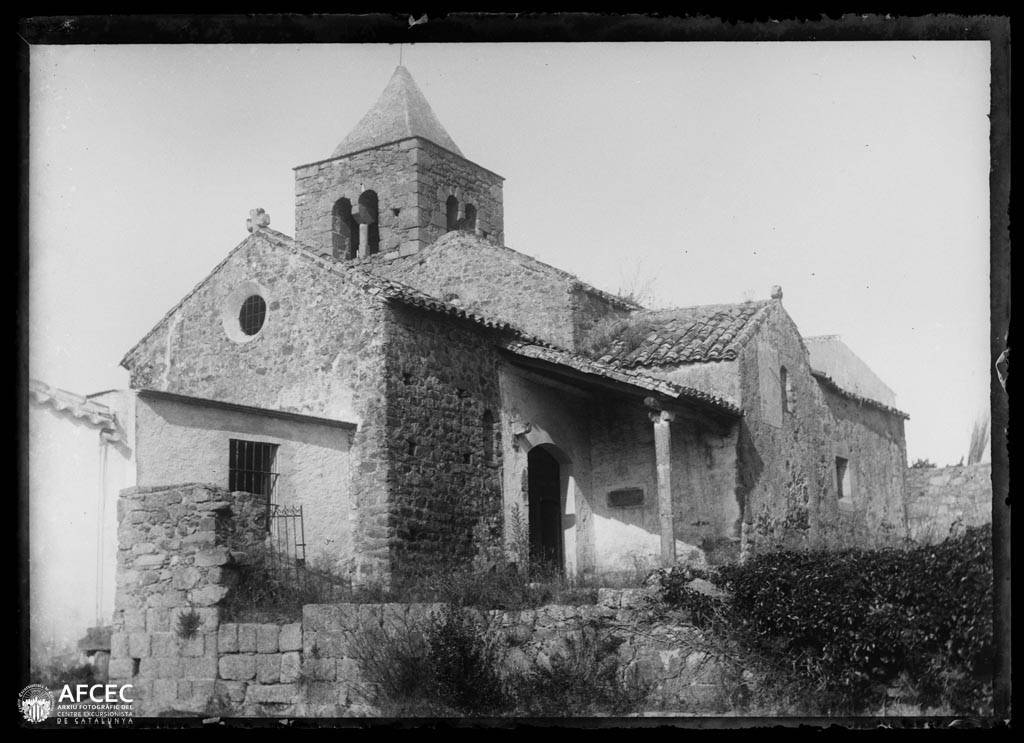
Entre el segle xix i XX